# Microporella borealis
Microporella borealis är en mossdjursart som beskrevs av Masayoshi Suwa och Shunsuke F. Mawatari 1998. Microporella borealis ingår i släktet Microporella och familjen Microporellidae. Inga underarter finns listade i Catalogue of Life.